# Night in Montmartre
Night in Montmartre é um filme de suspense britânico de 1931, dirigido por Leslie S. Hiscott, estrelado por Horace Hodges, Franklin Dyall, Hugh Williams, Reginald Purdell e Austin Trevor. Foi baseado em uma peça de Miles Malleson.